# Daoura
Daoura  (in arabo دورة‎?) è un centro abitato e comune rurale del Marocco situato nella provincia di Tarfaya, regione di Laâyoune-Sakia El Hamra. Conta una popolazione di 1 108 abitanti (censimento 2014).